# Piotrkowice (powiat koniński)
Piotrkowice – wieś w Polsce położona w województwie wielkopolskim, w powiecie konińskim, w gminie Ślesin.
Do 1954 roku siedziba gminy Piotrkowice. W latach 1975–1998 miejscowość należała administracyjnie do województwa konińskiego.